# Internationale luchthaven Juan Santamaría
Internationale luchthaven Juan Santamaría (Spaans: Aeropuerto Internacional Juan Santamaría) is het belangrijkste vliegveld van Costa Rica. Het vliegveld ligt zo'n zeventien kilometer van de hoofdstad San José in de plaats Alajuela. De luchthaven fungeert als hub voor Avianca Costa Rica, Costa Rica Green Airways, SANSA en Volaris Costa Rica.

## Geschiedenis

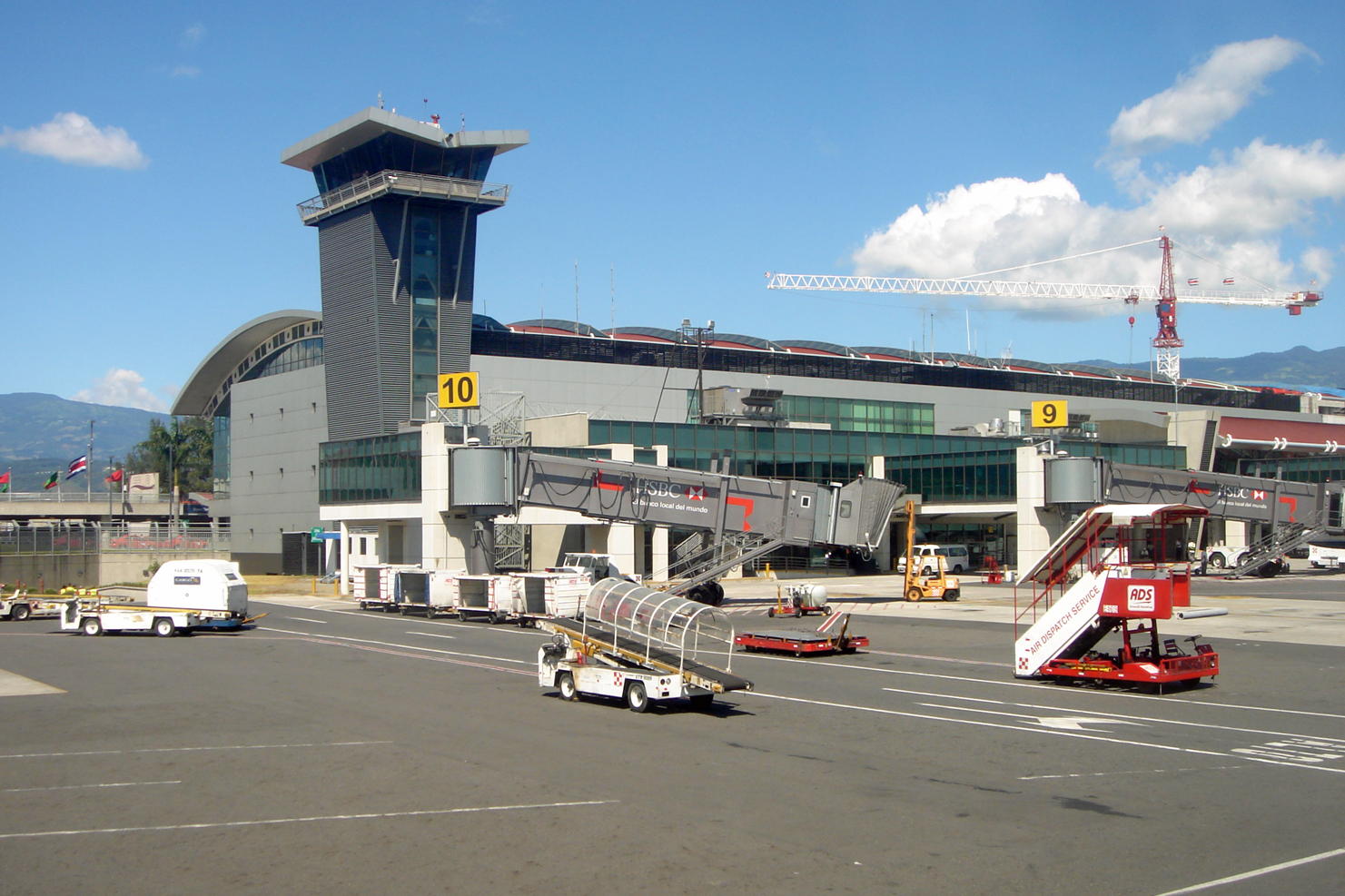
De verkeerstoren

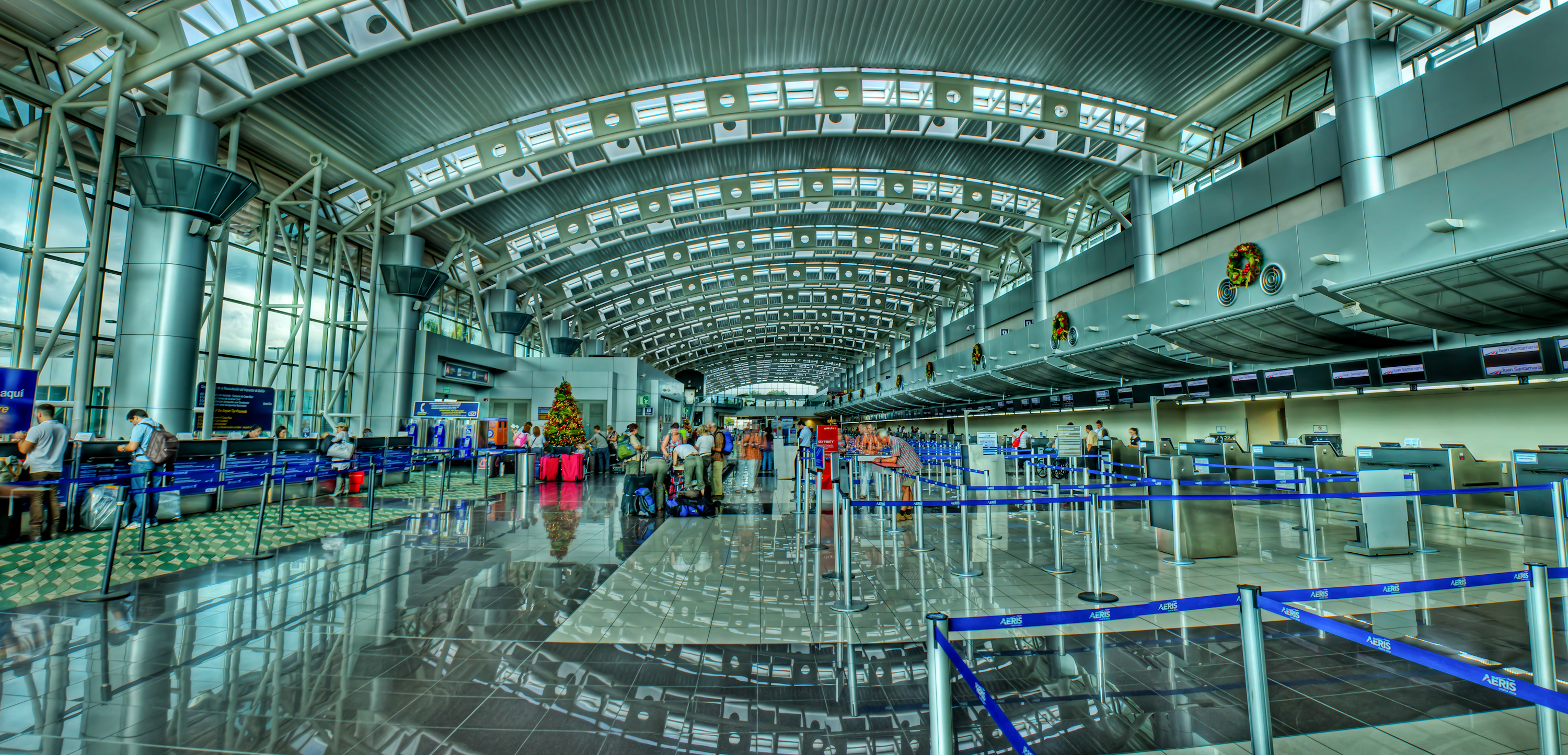
Interieur van de terminal

Op 27 juli 1952 werd begonnen met de bouw van een nieuwe luchthaven om het oude vliegveld in het midden van San José te vervangen. Het eerste toestel, een Douglas DC-3 van LACSA, landde op 28 juni 1953 op de luchthaven. Pas op 2 mei 1958 werd luchthaven officieel geopend met de naam Aeropuerto Internacional el Coco, maar werd later vernoemd naar Juan Santamaría, een oorlogsheld uit de 19e eeuw. De luchthaven is na Internationale luchthaven Tocumen in Panama-Stad de drukste luchthaven van Centraal-Amerika met ruim 6,2 miljoen passagiers in 2023. Eind 2024 werd bekend dat er een hotel met 170 kamers op de luchthaven zal openen in 2027. Daarmee wordt het de eerste luchthaven in de regio met een hotel.

## Luchtvaartmaatschappijen en bestemmingen

### Passagiers
Vanaf Internationale luchthaven Juan Santamaría kan worden gevlogen naar de volgende bestemmingen met de volgende luchtvaartmaatschappijen (december 2024):
| Luchtvaartmaatschappij   | Bestemmingen |
| ------------------------ | --- |
| Aeroméxico               | Mexico-Stad |
| Air Canada               | Montréal, Toronto |
| Air France               | Parijs |
| Air Transat              | Seizoensgebonden: Montréal, Toronto |
| Alaska Airlines          | Los Angeles |
| American Airlines        | Charlotte, Dallas, Miami |
| Arajet                   | Santo Domingo |
| Avianca                  | Bogotá |
| Avianca Costa Rica       | Cartagena, Guatemala-Stad, Guayaquil, Managua (hervat 30 maart 2025), Medellín, Mexico-Stad, Miami (vanaf 30 maart 2025), Panama-Stad, Quito, San Salvador Seizoensgebonden: Chicago, San Pedro Sula, Washington |
| Avianca El Salvador      | San Salvador |
| British Airways          | Seizoensgebonden: Londen |
| Copa Airlines            | Guatemala-Stad, Managua, Panama-Stad |
| Costa Rica Green Airways | Bahía Drake, Cóbano, Golfito, La Fortuna, Liberia, Nosara, Puerto Carrillo, Puerto Jiménez, Quepos, Tambor |
| Delta Air Lines          | Atlanta, Los Angeles |
| Edelweiss Air            | Zürich Seizoensgebonden: Liberia |
| Frontier Airlines        | Seizoensgebonden: Atlanta |
| GOL                      | São Paulo |
| Iberia                   | Madrid |
| Iberojet                 | Madrid |
| JetBlue                  | Fort Lauderdale, New York, Orlando |
| KLM                      | Seizoensgebonden: Amsterdam |
| La Costeña               | Managua |
| LATAM Airlines Perú      | Lima |
| Lufthansa                | Frankfurt |
| SANSA                    | Bahía Drake, Bocas del Toro, Cóbano, Golfito, Guápiles, La Fortuna, Liberia, Limón, Managua, Nosara, Palmar Sur, Puerto Jiménez, Punta Islita, Quepos, San Isidro de El General, Tamarindo, Tambor, Tortuguero   |
| Southwest Airlines       | Baltimore, Houston, Orlando Seizoensgebonden: Denver |
| Spirit Airlines          | Fort Lauderdale, Orlando |
| United Airlines          | Houston, Newark, San Francisco (vanaf 22 mei 2025) Seizoensgebonden: Chicago, Denver, Los Angeles, Washington |
| Volaris                  | Cancún |
| Volaris Costa Rica       | Cancún, Guadelajara, Guatemala-Stad, Mexico-Stad |
| Volaris El Salvador      | San Salvador |
| Wingo                    | Bogotá, Medellín |

### Vracht
Daarnaast heeft de luchthaven vrachtverbindingen met de volgende luchthavens:
| Luchtvaartmaatschappij | Bestemmingen                    |
| ---------------------- | ------------------------------- |
| ABX Air                | Cincinnati, Panama-Stad         |
| AerCaribe              | Bogotá, Panama-Stad             |
| AeroUnion              | Los Angeles, Mexico-Stad, Miami |
| Amerijet International | Miami                           |
| Avianca Cargo          | Guatemala-Stad, Medellín, Miami |
| Cargojet               | Miami, San Pedro Sula           |
| DHL Aero Expreso       | Miami, Panama-Stad              |
| DHL de Guatemala       | Guatemala-Stad                  |
| FedEx Express          | Memphis, Panama-Stad            |
| LATAM Cargo Colombia   | Miami, Guatemala-Stad           |
| Mas Air                | Mexico-Stad, Quito              |
| UPS Airlines           | Managua, Miami, Panama-Stad     |

## Statistieken
|      | Passagiers | Verandering | Vliegbewegingen | Vracht (in tonnen) |
| ---- | ---------- | ----------- | --------------- | ------------------ |
| 1960 | 209.624    |             |                 |                    |
| 1965 | 216.162    | 9,6%        | 14.827          | 9.837              |
| 1970 | 381.278    | 16,3%       | 28.673          | 19.808             |
| 1975 | 759.098    | 18,1%       | 33.417          | 21.727             |
| 1980 | 658.154    | 2,5%        | 33.013          | 21.712             |
| 1985 | 617.474    | 0,3%        | 24.990          | 27.282             |
| 1990 | 987.870    | 10,8%       | 35.569          | 72.419             |
| 1995 | 1.839.175  | 3,8%        | 52.402          | 88.249             |
| 2000 | 2.160.869  | 4,3%        | 72.428          | 77.137             |
| 2005 | 3.243.440  | 12,2%       | 72.131          | 64.338             |
| 2010 | 4.257.606  | 5,0%        | 87.384          | 85.164             |
| 2011 | 3.857.588  | 9,4%        | 72.674          | 98.609             |
| 2012 | 3.872.467  | 0,4%        | 67.002          | 94.775             |
| 2013 | 3.797.616  | 1,9%        | 62.598          | 85.022             |
| 2014 | 3.917.573  | 3,2%        | 73.307          | 86.741             |
| 2015 | 4.494.875  | 14,7%       | 82.835          | 75.329             |
| 2016 | 4.595.355  | 2,2%        | 85.731          | 73.633             |
| 2017 | 5.092.060  | 10,8%       | 90.044          | 82.712             |
| 2018 | 5.230.382  | 2,7%        | 78.897          | 91.152             |
| 2019 | 5.541.577  | 5,9%        | 84.790          | 92.072             |
| 2020 | 1.716.792  | 69,0%       | 35.808          | 76.280             |
| 2021 | 2.963.551  | 72,6%       | 62.014          | 92.420             |
| 2022 | 4.936.391  | 66,6%       | 87.004          | 100.909            |
| 2023 | 6.222.889  | 26,1%       | 95.896          | 102.478            |

## Incidenten en ongevallen
- Op 20 augustus 1977 raakte een Convair 880 van Monarch Aviation een aantal bomen na het opstijgen.[8] Het toestel was vermoedelijk te zwaar beladen en de drie inzittenden kwamen om het leven.[9]
- Op 23 mei 1988 raakte een Boeing 727-100 met registratie TI-LRC een hek aan het eind van de startbaan. Het toestel kwam in een weiland terecht en vloog in brand.[10] Onjuiste belading was de oorzaak van het ongeluk, de 24 inzittenden overleefden het ongeluk.[11]
- Op 16 januari 1990 crashte SANSA-vlucht 32 tegen de Cerro Cedral, een berg ten noorden van San José. Dit gebeurde vlak na het opstijgen. Alle 23 inzittenden kwamen hierbij om het leven.[12]
- Op 7 april 2022 maakte een Boeing 757-200PCF (registratie HP-2010DAE) een noodlanding op de luchthaven.[13] DHL de Guatemala-vlucht 7216 (en) had hydraulische problemen en brak na de landing in twee delen.[14] Het vliegtuig is afgeschreven, maar er raakte niemand gewond.[15] De luchthaven was enkele uren gesloten.[16]